# Итабораи
Итабораи (порт. Itaboraí) — муниципалитет в Бразилии, входит в штат Рио-де-Жанейро. Составная часть мезорегиона Агломерация Рио-де-Жанейро. Входит в экономико-статистический микрорегион Рио-де-Жанейро. Население составляет 215 792 человека на 2007 год. Занимает площадь 429,961 км². Плотность населения — 508,7 чел./км².

## История
Город основан 16 августа 1696 года.

## Статистика
- Валовой внутренний продукт на 2005 год составляет 1 246 066 тысяч реалов (данные: Бразильский институт географии и статистики).
- Валовой внутренний продукт на душу населения на 2005 год составляет 5774,38 реалов (данные: Бразильский институт географии и статистики).
- Индекс развития человеческого потенциала на 2000 год составляет 0,737 (данные: Программа развития ООН).

## География
Климат местности: тропический.

## Известные уроженцы
- Антунес дас Шагас, Бренер (род. 1975) — бразильский футболист.
- Белисарио Соареш де Соуза, Франсиско (1839—1889) — бразильский политический и государственный деятель.
- Каэтану дус Сантус, Жуан (1808—1863) — бразильский театральный деятель, актёр.
- Маседу, Жоаким Мануэл ди (1820—1882) — бразильский писатель.
- Родригес Торрес, Хоаким (1802—1872) — политический и государственный деятель Бразильской империи.
- Торрес, Алберто (1865—1917) — бразильский политический и общественный деятель, мыслитель.